# Equipo de Copa Davis de Togo
El Equipo de Copa Davis de Togo es el representativo de Togo en la máxima competición internacional a nivel de naciones del tenis y está regido por la Federación de Tenis de Togo.
Luego de permanecer inactivo desde la temporada 2003, volverá a participar en la edición 2020-21.

## Resultados
| Edición | Zona                             | Rival                | Sede                  | Resultado |
| ------- | -------------------------------- | -------------------- | --------------------- | --------- |
| 1990    | Europa/África – Grupo II África  | Senegal              | Lomé                  | 5 – 0     |
| 1990    | Europa/África – Grupo II África  | Marruecos            | Casablanca            | 0 – 5     |
| 1991    | Europa/África – Grupo II África  | Costa de Marfil      | Abiyán                | 0 – 5     |
| 1992    | Europa/África – Grupo II         | Costa de Marfil      | Lomé                  | 2 – 3     |
| 1992    | Europa/África – Grupo II         | Ghana                | Acra                  | 1 – 3     |
| 1993    | Europa/África – Grupo III África | Estonia              | Marsa                 | 0 – 3     |
| 1993    | Europa/África – Grupo III África | Yibuti               | Marsa                 | 3 – 0     |
| 1993    | Europa/África – Grupo III África | Ucrania              | Marsa                 | 0 – 3     |
| 1993    | Europa/África – Grupo III África | Malta                | Marsa                 | 1 – 2     |
| 1993    | Europa/África – Grupo III África | Benín                | Marsa                 | 3 – 0     |
| 1994    | Europa/África – Grupo III Zona A | Argelia              | Abiyán                | 0 – 3     |
| 1994    | Europa/África – Grupo III Zona A | Bielorrusia          | Abiyán                | 0 – 3     |
| 1994    | Europa/África – Grupo III Zona A | Camerún              | Abiyán                | 1 – 2     |
| 1994    | Europa/África – Grupo III Zona A | Benín                | Abiyán                | 1 – 2     |
| 1995    | Europa/África – Grupo III Zona A | Moldavia             | San Marino            | 0 – 3     |
| 1995    | Europa/África – Grupo III Zona A | San Marino           | San Marino            | 0 – 3     |
| 1995    | Europa/África – Grupo III Zona A | Benín                | San Marino            | 3 – 0     |
| 1995    | Europa/África – Grupo III Zona A | Grecia               | San Marino            | 0 – 3     |
| 1995    | Europa/África – Grupo III Zona A | Yugoslavia           | San Marino            | 0 – 3     |
| 1996    | Europa/África – Grupo III Zona B | Grecia               | Nairobi               | 0 – 3     |
| 1996    | Europa/África – Grupo III Zona B | Congo                | Nairobi               | 3 – 0     |
| 1996    | Europa/África – Grupo III Zona B | Mónaco               | Nairobi               | 0 – 3     |
| 1996    | Europa/África – Grupo III Zona B | Botsuana             | Nairobi               | 0 – 3     |
| 1996    | Europa/África – Grupo III Zona B | Kenia                | Nairobi               | 0 – 3     |
| 1996    | Europa/África – Grupo III Zona B | Bulgaria             | Nairobi               | 0 – 3     |
| 1997    | Europa/África – Grupo IV Zona A  | Uganda               | Gaborone              | 3 – 0     |
| 1997    | Europa/África – Grupo IV Zona A  | Sudán                | Gaborone              | 3 – 0     |
| 1997    | Europa/África – Grupo IV Zona A  | Liechtenstein        | Gaborone              | 3 – 0     |
| 1997    | Europa/África – Grupo IV Zona A  | Botsuana             | Gaborone              | 2 – 1     |
| 1997    | Europa/África – Grupo IV Zona A  | Madagascar           | Gaborone              | 1 – 2     |
| 1998    | Europa/África – Grupo III Zona A | Bosnia y Herzegovina | Lomé                  | 2 – 1     |
| 1998    | Europa/África – Grupo III Zona A | Grecia               | Lomé                  | 3 – 0     |
| 1998    | Europa/África – Grupo III Zona A | Kenia                | Lomé                  | 2 – 1     |
| 1998    | Europa/África – Grupo III Zona A | Ghana                | Lomé                  | 3 – 0     |
| 1998    | Europa/África – Grupo III Zona A | Grecia               | Lomé                  | 1 – 2     |
| 1999    | Europa/África – Grupo II         | Bulgaria             | Plovdiv               | 0 – 5     |
| 1999    | Europa/África – Grupo II         | Grecia               | Lomé                  | 1 – 4     |
| 2000    | Europa/África – Grupo III Zona A | Bosnia y Herzegovina | Túnez                 | 1 – 2     |
| 2000    | Europa/África – Grupo III Zona A | Malta                | Túnez                 | 3 – 0     |
| 2000    | Europa/África – Grupo III Zona A | Georgia              | Túnez                 | 1 – 2     |
| 2000    | Europa/África – Grupo III Zona A | Túnez                | Túnez                 | 2 – 1     |
| 2000    | Europa/África – Grupo III Zona A | Botsuana             | Túnez                 | 3 – 0     |
| 2001    | Europa/África – Grupo III Zona B | Macedonia            | Beau Bassin-Rose Hill | 1 – 2     |
| 2001    | Europa/África – Grupo III Zona B | Bulgaria             | Beau Bassin-Rose Hill | 0 – 3     |
| 2001    | Europa/África – Grupo III Zona B | Namibia              | Beau Bassin-Rose Hill | 1 – 2     |
| 2001    | Europa/África – Grupo III Zona B | Mauricio             | Beau Bassin-Rose Hill | 1 – 2     |
| 2003    | Europa/África – Grupo IV Zona B  | Burkina Faso         | Lagos                 | 3 – 0     |
| 2003    | Europa/África – Grupo IV Zona B  | Yibuti               | Lagos                 | 3 – 0     |
| 2003    | Europa/África – Grupo IV Zona B  | Malí                 | Lagos                 | 3 – 0     |
| 2003    | Europa/África – Grupo IV Zona B  | Botsuana             | Lagos                 | 3 – 0     |
| 2020    | Grupo IV África                  | –                    | –                     | –         |